# Samuel Taylor Coleridge
Samuel Taylor Coleridge (ur. 21 października 1772, zm. 25 lipca 1834) – angielski poeta, wraz z Williamem Wordsworthem uznawany za prekursora romantyzmu w literaturze brytyjskiej. Jeden z tzw. „poetów jezior”.

## Życie

### Dzieciństwo i młodość
Coleridge urodził się 21 października 1772 roku w Ottery St Mary w Anglii południowo-zachodniej jako dziesiąte i najmłodsze dziecko Johna Coleridge’a – amerykańskiego pastora i nauczyciela. W wieku dziesięciu lat poeta został przez niego osierocony.
Od 1782 roku, po śmierci ojca, uczęszczał do słynnej szkoły Christ’s Hospital w Londynie. Mieszkał w jej internacie przez kolejne osiem lat bez przerwy, nawet w wakacje. Z tamtych lat zachował się obraz Coleridge’a jako bardzo oczytanego prymusa, który w bardzo młodym wieku opanował języki klasyczne. W październiku 1791 roku wstąpił do Jesus College na Uniwersytecie w Cambridge (w styczniu tego roku tę samą uczelnię ukończył Wordsworth). Nie mógł się jednak odnaleźć na uczelni, która nie reprezentowała w XVIII wieku wysokiego poziomu, tym bardziej że wówczas po raz pierwszy zakochał się (w niejakiej Mary Evans) i również pierwszy raz poznał smak odrzuconej miłości. W czasach uniwersyteckich Coleridge zafascynował się także ideałami rewolucji francuskiej. Porzucił naukę w roku 1793.
W grudniu 1793 roku, w wyniku miłosnego rozczarowania oraz stopniowego popadania w długi, wstąpił do wojska jako prosty szeregowiec w 15. Pułku Lekkich Dragonów pod przybranym nazwiskiem Silas Tomkyns Comberbacke. Nadwrażliwy poeta nie potrafił jednak przystosować się do brutalności żołnierskiego życia i dzięki pomocy przyjaciół, po czterech zaledwie miesiącach, zrezygnował z kariery w armii króla Jerzego.

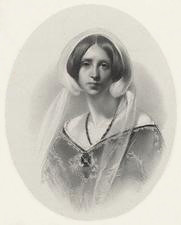
Sara Fricker-Coleridge. Grafika Richarda Jamesa Lane’a z ok. 1830 roku

Po nieukończonych studiach żył Coleridge jakiś czas z odczytów wydawanych w mieście Bristol w rodzinnych stronach. 4 października 1795 roku 23-letni poeta, niemający żadnego zawodu i źródeł utrzymania, wziął ślub z Sarą Fricker, ale nie było to małżeństwo udane. Małżonkowie byli skrajnie różnymi osobowościami i, mimo iż doczekali się aż czworga dzieci (ur. 1796, 1798, 1800 i 1802), nie potrafili się porozumieć i często sprawiali sobie nawzajem przykrości, powodujące u delikatnego Coleridge’a coraz częstsze depresje. Ostoją w rozgoryczeniu stała się przyjaźń z poznanym w 1795 roku Wordsworthem oraz jego siostrą Dorothy. U nich poeta spotkał też wielką miłość swojego życia i natchnienie dla swoich poezji – młodszą siostrę żony Williama, Sarę Hutchinson, którą w swoich wierszach opiewał pod anagramem Asra.

### Demokratyczna utopia i jej upadek
Jeszcze w czasie studiów Coleridge poznał Roberta Southeya, z którym w lipcu 1794 roku napisał lichy dramat Upadek Robespierre’a. Był on, przy całej niedoskonałości literackiej, próbą zrozumienia wydarzeń, które miały miejsce wówczas we Francji. Rozczarowanie, jakie przyniósł upadek wolnościowych ideałów, przypieczętowany krwawymi rządami jakobinów, odbiło się wydatnie na całej późniejszej twórczości Coleridge’a. Dla niego, do niedawna zaciekłego bojownika o równość, wolność i braterstwo, przejęcie władzy przez Robespierre’a oraz wypowiedzenie 1 lutego 1793 roku wojny Wielkiej Brytanii oznaczało przede wszystkim kryzys podziwianej przez niego idei demokratyzacji.
Wraz z Southeyem był twórcą utopijnej wizji państwa opartego na społecznym ustroju demokratycznym. Obaj poeci pragnęli w Ameryce Północnej, na skraju rzeki Susquehanna założyć nową kolonię, której naczelną zasadą miała być równość wszystkich wobec prawa. Kolonia miała się składać z dwunastu mężczyzn i tyluż kobiet, ich żon, a nowy ustrój nazwany został pantysokracją (jest to połączenie greckich słów pantes – wszyscy, isoi – równi i krateo – władam). Utopia Coleridge’a i Southeya wpisuje się w pojawiające się od drugiej połowy XVIII wieku próby poszukiwania idealnego ustroju społecznego i obok koncepcji falanstrów Charles’a Fouriera jest jedną z głównych odmian socjalizmu utopijnego. Wizja Coleridge’a rozbiła się, kiedy po burzliwej kłótni zerwał znajomość z Southeyem, ale niemałe znaczenie na upadek utopii wywarła również klęska rewolucji. Wiosną 1796 roku poeta wydał dziesięć numerów pisma The Watchman (Strażnik), w których publikował eseje filozoficzne i historyczne o dążeniach demokratycznych, ale upadło ono z braku pieniędzy.
Ostateczny przewrót w światopoglądzie Coleridge’a miał miejsce w roku 1798, kiedy to państwo francuskie napadło na bezbronne Szwajcarię i Holandię. Literackim odzwierciedleniem nastroju artysty po tych wydarzeniach jest wydana w marcu tegoż roku oda Francja, w której nie ma już patetycznych marzeń i uniesień, jak w poprzednich utworach, ale srogi gniew i wielkie rozczarowanie. Od tej pory wolność w utworach poety przyjmuje barwy narodowe, angielskie, a sam Coleridge stał się skrajnym konserwatystą.

### W Krainie Jezior
W grudniu 1796 roku Coleridge wraz z rodziną osiedlił się w Nether Stowey, miasteczku w malowniczej Krainie Jezior, kilkanaście kilometrów od Racedown, w którym mieszkał Wordsworth. Przyjaźń obu poetów zacieśniła się jeszcze bardziej, a wiejska przyroda pomogła mu odnaleźć spokój i stała się inspiracją dla jego nieokrzesanej wyobraźni. To właśnie w Nether Stowey na przełomie 1797 roku powstały cztery największe arcydzieła poety (Rymy o sędziwym marynarzu, I część Christabel, Kubla Chan i Francja).
Pod koniec 1798 roku wraz z Williamem i Dorothy udał się poeta w podróż do Niemiec z zamiarem nauczenia się języka i zapoznania się z niemiecką filozofią, głównie Kanta. Mimo iż jego towarzysze szybko go opuścili i już po kilku tygodniach wrócili do Anglii, Coleridge osiągnął oba cele i po intensywnych studiach na Uniwersytecie w Getyndze stał się znawcą i tłumaczem (przełożył kilka tragedii Schillera) poezji niemieckiej.
Po powrocie do kraju w 1799 roku rozpoczął współpracę z periodykiem Morning Post, która na jakiś czas zapewniła mu stałe dochody. Od lipca 1800 roku zamieszkał w Keswick w olbrzymim domu zwanym Greta Hall. To tu napisał dwa lata później swoje ostatnie arcydzieło – odę Przygnębienie. W 1803 roku do Greta Hall wprowadził się Southey wraz z rodziną. Obaj poeci pogodzili się i zapomnieli o dawnych urazach, tym bardziej że Southey ożenił się z drugą siostrą Fricker – Edith. Wiadomo, że obie rodziny żyły ze sobą bez większych zgrzytów. Istotę swojej przyjaźni z Southeyem i Wordsworthem Coleridge zawarł w stwierdzeniu: Troje ludzi, a tylko jeden duch.
W Krainie Jezior Coleridge uzależnił się od opium. Od młodych lat był bardzo chorowity i już wcześniej szukał w nim ratunku, ale dopiero w Keswick zrozumiał, że rutynowe zażywanie narkotyku w celu uśmierzania bólu przerodziło się w nałóg. W sierpniu 1804 roku za radą Wordswortha rozwiódł się z żoną i jako sekretarz dyplomaty Sir Roberta Balla wyjechał na Maltę, aby poprawić nadszarpnięte zdrowie. Powrócił dwa lata później, ale jego stan wcale się nie polepszył. Po powrocie do kraju nie mógł zamieszkać w Greta Hall, które zajmowała jego była żona, więc skorzystał z gościny Wordswortha w Allan Bank. W marcu 1810 roku Sara Hutchinson, wielka, nigdy niespełniona miłość poety, przeniosła się od Wordsworthów do brata w Walii. Coleridge czuł się coraz gorzej, po utracie swojej muzy niewiele pisał, był rozdrażniony i niespokojny, a i stosunki z Williamem stawały się coraz bardziej napięte. W tym samym roku po wielkiej kłótni z przyjacielem wyjechał z jego domu i już na zawsze opuścił Krainę Jezior.

### Okres londyński
Poeta w 1810 roku osiedlił się w Londynie. Zarabiał wygłaszaniem odczytów w różnych instytucjach, a w 1813 roku jego sztuka historyczna Wyrzuty sumienia wystawiana była przez Theatre Royal przy Drury Lane. Odbyło się dwadzieścia przedstawień, co w tamtych czasach było niemałym sukcesem.
Od kwietnia 1816 roku jako lokator osiadł w domu swojego lekarza dr Jamesa Gillmana. Otoczony serdecznością i przyjaźnią mieszkał u niego do końca życia, tworząc jedynie kilka maleńkich klejnotów lirycznych (Młodość i starość, Praca bez nadziei). W Londynie wyniszczony przez opium Coleridge zainteresował się problematyką polityczną i teologiczną (stał się gorliwym wyznawcą chrześcijaństwa), czego dowodem poważne eseje: Świeckie kazania (1812), Pomoce do rozważań (1825), czy O ustroju Kościoła i państwa (1830). W latach 1814–1817 napisał monumentalną autobiografię Biographia Literaria.
Poeta zmarł 25 lipca 1834 roku w wieku sześćdziesięciu dwóch lat.

## Twórczość

### Rymy o sędziwym marynarzu
Coleridge zadebiutował wprawdzie w roku 1796 (tomikiem Wiersze na różny temat), ale prawdziwą sławę zyskał dwa lata później. Wraz z poznanym w 1795 roku Williamem Wordsworthem zaplanował i wydał Ballady liryczne (drugie wydanie wraz z Przedmową Wordswortha ukazało się w 1802 roku), które nazywane są pierwszym romantycznym tomikiem poezji w literaturze angielskiej. Zbiór lirycznych ballad jest pokłosiem wspólnych spacerów i dyskusji obu poetów, których, mimo iż różnili się charakterem i sposobem bycia, łączyło głębokie umiłowanie przyrody. Dzielili ze sobą fascynację siłami natury i obaj darzyli wzajemnym szacunkiem swoje uczucia i przekonania.
Wkład Coleridge’a w Ballady... stanowiły cztery utwory (Wordsworth był autorem dwudziestu trzech), ale wśród tej garstki wierszy znalazło się arcydzieło – Rymy o sędziwym marynarzu. Zamysł i pierwsze strofy tego poematu powstały 13 listopada 1797 roku na spacerze z rodzeństwem Wordsworthów (Coleridge ukończył go w marcu 1798). Ballada opowiada o tajemniczych przygodach w czasie podróży dookoła świata, opowiedzianych przez starego żeglarza gościom przyjęcia weselnego. Okręt, którym płynął marynarz, utknął między lodowymi górami, a na niebie pojawił się albatros i wskazał załodze drogę ratunku. Wtedy żeglarz, bez wyraźnego powodu, zastrzelił ptaka i za tę zbrodnię ukarany został serią przerażających doświadczeń.
Rymy... były bardzo nowatorskie i nawet dziś zachowały swoją tajemniczość i moc oddziaływania. Świadoma stylizacja na średniowieczną balladę i przejęcie wyrazów i form gramatycznych z angielszczyzny renesansowej, sprawiły, że ten poemat o winie i pokucie do dziś przez wielu badaczy uznany jest za wielkie dzieło angielskiej literatury i poważny wkład w rozwój języka.

### Christabel
W 1797 roku Coleridge rozpoczął pisanie pierwszej części Christabel. Poemat, nawiązujący do mitów gotyckich i angielskiego średniowiecza, przepełniony jest tajemnicą, a kolejne wydarzenia determinowane są działaniem czynnika ponadprzyrodzonego, niesamowitego. Poeta umiejętnie uwypuklił atmosferę grozy poprzez pojawiające się w utworze motywy nocy i światła księżycowego, które stanowią tło dla znacznej części akcji. Poemat nie ma budowy stroficznej i pisany jest wierszem stychicznym.
Druga część Christabel powstała w roku 1800, ale wiadomo, że Coleridge planował kolejne. Jednak nigdy one nie powstały, poemat jest więc na zawsze niedokończony.

### Kubla Chan
Równie dużo jak o samym utworze mówi się również o okolicznościach, w jakich powstał. Otóż Coleridge stworzył ponad dwieście wersów Kubla Chana w czasie opiumowego snu, a spisywał je z pamięci tuż po przebudzeniu. Inspiracją dla tego utworu była książka, którą czytał przed zaśnięciem – Purchas i jego pielgrzymka.
Wiersz mówi o magicznej krainie ze snu (Xanadu), której nigdy nie udało się przelać poecie na papier, a to, co zostało zapisane, to, jak sam podkreślał, zaledwie część całej wizji. Obecne w utworze wątki oniryczne i fascynacje orientalne sprawiają, że powstały w 1797 roku wiersz jest znakomitym przykładem najgłębszego przeżywania poety, który nie bał się budować dzieła literackiego wokół własnych emocji i doświadczeń.
Kubla Chan wydany został w 1816 roku. Coleridge długo nie chciał się zgodzić na jego opublikowanie, zrobił to dopiero po namowach Byrona.
Wątek „Kubla Chana” wykorzystał Greg Bear w książce „Koncert nieskończoności”.

### Komentarz
Historycy literatury często podkreślają, że wszystkie najwybitniejsze utwory Coleridge’a powstały w latach 1797–1803 (ostatnim – oda Przygnębienie), a szczególnie w jednym tylko roku 1797 i na początku 1798. Jeden z historyków napisał nawet: Wszystko co w poezji Coleridge’a jest naprawdę wielkie można by wydrukować na kilku stronach, a Stanisław Kryński mówi wprost – przez wątłość zdrowia, słabość charakteru i opiumowy nałóg poeta marnotrawił swój geniusz.
Coleridge oprócz twórczości poetyckiej zajmował się również innymi dziedzinami życia umysłowego ówczesnej Anglii – był uzdolnionym filozofem (większość przemyśleń filozoficznych zawarł w Biographia Literaria), krytykiem literackim (to właśnie on jest autorem nowej, nieklasycystycznej recepcji twórczości Williama Szekspira) oraz znawcą nauk przyrodniczych. Pod koniec życia pisał również eseje dotyczące polityki i teologii.
Coleridge opisał efekt, który powoduje, że utwory literackie stają się ciekawe i emocjonalne dla czytelnika. Stał się on swoistym punktem wyjścia dla osób chcących pisać powieści. Efekt ten nazwał Zawieszeniem Niedowierzania (ang. suspension of disbelief) i sprowadza się on do zdania: „Rozpalić ciekawość i dać pozory prawdy, to wszystko, czego pisarz potrzebuje”.

## Życie pośmiertne
Coleridge, podobnie jak i Wordsworth, wywarł znaczny wpływ na każde kolejne pokolenie romantyków w całej Europie. Mimo iż druga generacja pisarzy romantycznych w Anglii, tj. George Gordon Byron, Percy Bysshe Shelley i John Keats, bardzo ostro zanegowała poglądy polityczne Coleridge’a i jego odejście od idei rewolucji, to nigdy nie odważyła się podważyć wartości jego poezji. Do wzorowania na Coleridge’u przyznawali się m.in. William Hazlitt czy Thomas de Quincey, który – oprócz kilku ważnych esejów poświęconych poetom jezior – napisał barwne Wyznania angielskiego opiumisty, gdzie opisał własne cierpienia związane ze skutkami zażywania tego narkotyku.
Coleridge’a na język polski przekładali m.in.: Stanisław Koźmian, Jan Kasprowicz, Czesław Miłosz, Zygmunt Kubiak i Stanisław Kryński.

## Ciekawostki
- W roku 1977 kanadyjska grupa progresywno rockowa Rush nagrała utwór „Xanadu”, którego tekst inspirowany jest wierszem „Kubla Chan”.
- W roku 1984 brytyjski, heavymetalowy zespół Iron Maiden nagrał piosenkę „Rime of the Ancient Mariner” na podstawie wiersza „Rymy o sędziwym marynarzu”.
- W roku 1991 wydano komiks autorstwa Dona Rosy, "Return to Xanadu" (polski tytuł: "Siedem dni w Tybecie"), w którym Sknerus McKwacz, Kaczor Donald i jego siostrzeńcy poszukują miasta Xanadu opisanego przez Coleridge'a w wierszu "Kubla Chan".